# Xương Giang (phường)
Xương Giang là một phường thuộc thành phố Bắc Giang, tỉnh Bắc Giang, Việt Nam.

## Địa lý
Phường Xương Giang nằm ở phía đông bắc thành phố Bắc Giang, có vị trí địa lý:
- Phía đông và phía bắc giáp huyện Lạng Giang
- Phía tây giáp phường Ngô Quyền và phường Thọ Xương
- Phía nam giáp phường Dĩnh Kế.

Phường Xương Giang có diện tích 3 km², dân số năm 2023 là 11.592 người, mật độ dân số đạt 3.864 người/km².

## Lịch sử
Ngày 11 tháng 5 năm 1999, Chính phủ ban hành Nghị quyết số 33/1999/NĐ-CP về việc:
- Thành lập phường Thọ Xương thuộc thị xã Bắc Giang trên cơ sở 439 ha diện tích tự nhiên và 12.309 nhân khẩu của xã Thọ Xương.
- Thành lập xã Xương Giang thuộc thị xã Bắc Giang trên cơ sở phần còn lại 250 ha diện tích tự nhiên và 6.218 nhân khẩu của xã Thọ Xương.

Ngày 7 tháng 6 năm 2005, Chính phủ ban hành Nghị định số 75/2005/NĐ-CP về việc thành lập thành phố Bắc Giang thuộc tỉnh Bắc Giang. Khi đó, xã Xương Giang trực thuộc thành phố Bắc Giang.
Ngày 31 tháng 12 năm 2013, Chính phủ ban hành Nghị quyết số 140/NQ-CP (nghị quyết có hiệu lực từ ngày 20 tháng 1 năm 2014) về việc thành lập phường Xương Giang thuộc thành phố Bắc Giang trên cơ sở điều chỉnh 1,8 ha diện tích tự nhiên và 136 nhân khẩu của phường Hoàng Văn Thụ; 7,0 ha diện tích tự nhiên và 204 nhân khẩu của phường Thọ Xương; 15,3 ha diện tích tự nhiên của xã Dĩnh Kế và 280,75 ha diện tích tự nhiên, 7.291 nhân khẩu còn lại của xã Xương Giang sau khi điều chỉnh địa giới hành chính.
Phường Xương Giang có 304,85 ha diện tích tự nhiên và 7.631 nhân khẩu.